# Ольховка (Вологодская область)
Ольхо́вка — деревня в Великоустюгском районе Вологодской области.
Входит в состав Усть-Алексеевского сельского поселения, с точки зрения административно-территориального деления — в Усть-Алексеевский сельсовет.

## География
Расстояние по автодороге до районного центра Великого Устюга — 55 км, до центра муниципального образования Усть-Алексеево — 3 км. Ближайшие населённые пункты — Телячье, Еремеево, Гольцово, Архангельская Мельница, Мармугино.

## История
В 1966 году указом президиума ВС РСФСР поселок льнозавода переименован в Ольховка.

## Население
| 2010 |
| ---- |
| 45   |